# Los Miserables
Los Miserables fou una efímera revista (i després diari) de caràcter radical republicà que es va publicar a Barcelona entre 1913 i 1918, amb interrupcions per les clausures administratives.
El seu fundador, Fernando Pintado, ja havia participat anteriorment en altres publicacions de caràcter radical com La Revuelta (1912), Lucha Radical (1912) o El Intransigente (1912-1913), tots ells de molt curta durada. Los Miserables tampoc tindrà molt recorregut, ja que el primer número va sortir de 28 de novembre de 1913 i va aparèixer per darrera vegada el desembre de 1919, tot i que havent sofert diversos tancaments governatius i, també, alguns canvis de nom: Diario Republicano de Extrema Izquierda o Cataluña.
A la redacció de la publicació es va reunir un grup de lletraferits, bohemis, irreverents i iconoclastes, que li van donar una línia editorial marcadament esquerrana i anarquitzant. Entre ells es poden citar: Àngel Samblancat, Lluís Capdevila, Emili Eroles, Amichatis, Plató Peig, Mateo Santos, Santos Muñoz, un jove Joan Salvat-Papasseit, que signava amb el pseudònim de Gorkiano i, més tard, Francisco Madrid.
Aquest radicalisme, però, es veurà disminuït per les detencions de molts dels seus redactors i la línea editorial anirà tombant cap al lerrouxisme en la seva etapa final.